# Куропта (река)
Куропта — река в Мурманской области России. Протекает по территории Ковдорского района (муниципального округа). Правый приток реки Ёна.
Длина реки составляет 27 км; площадь бассейна составляет 125 км².
Берёт начало в лощине между горами Риколатва-Тундра и Каменистая на высоте свыше 300 м над уровнем моря. Протекает по лесной, местами болотистой местности. Впадает в Ёну справа в 29 км от устья. Населённых пунктов на реке нет.

## Данные водного реестра
По данным государственного водного реестра России относится к Баренцево-Беломорскому бассейновому округу, водохозяйственный участок реки — река Нива, включая озеро Имандра. Речной бассейн реки — бассейны рек Кольского полуострова и Карелии.
Код объекта в государственном водном реестре — 02020000312101000009892.